# Bahnhof Bullay DB
Der Bahnhof Bullay DB ist ein Bahnhof in der rheinland-pfälzischen Ortsgemeinde Bullay und liegt rechts der Mosel an der Eisenbahnstrecke Trier–Koblenz.
Der Zusatz DB steht dabei für Deutsche Bundesbahn bzw. Deutsche Bahn zur Unterscheidung vom ehemaligen Kleinbahnhof Bullay Süd an der Moselbahnstrecke.

## Geschichte
Der Bahnhof entstand mit dem ab 1875 begonnenen Bau der Moseltalbahn von Koblenz nach Trier, die am 15. Mai 1879 eröffnet wurde. Bei Bullay wurde dazu über die Mosel die Doppelstockbrücke (Bullay) (erste Doppelstockbrücke in Deutschland) errichtet. Das erste Stationsgebäude war ein Holzfachwerkbau. Mit dem Bau der etwa zwei Kilometer entfernt beginnenden Bahnstrecke Pünderich–Traben-Trarbach wurden die Gleisanlagen erweitert. Gegenüber dem „Staatsbahnhof“ wurde der tiefergelegene Bahnhof Bullay Süd eröffnet, der mittels Sägefahrt erreichbar war; der Güterverkehr umfasste meist Weinfässer.

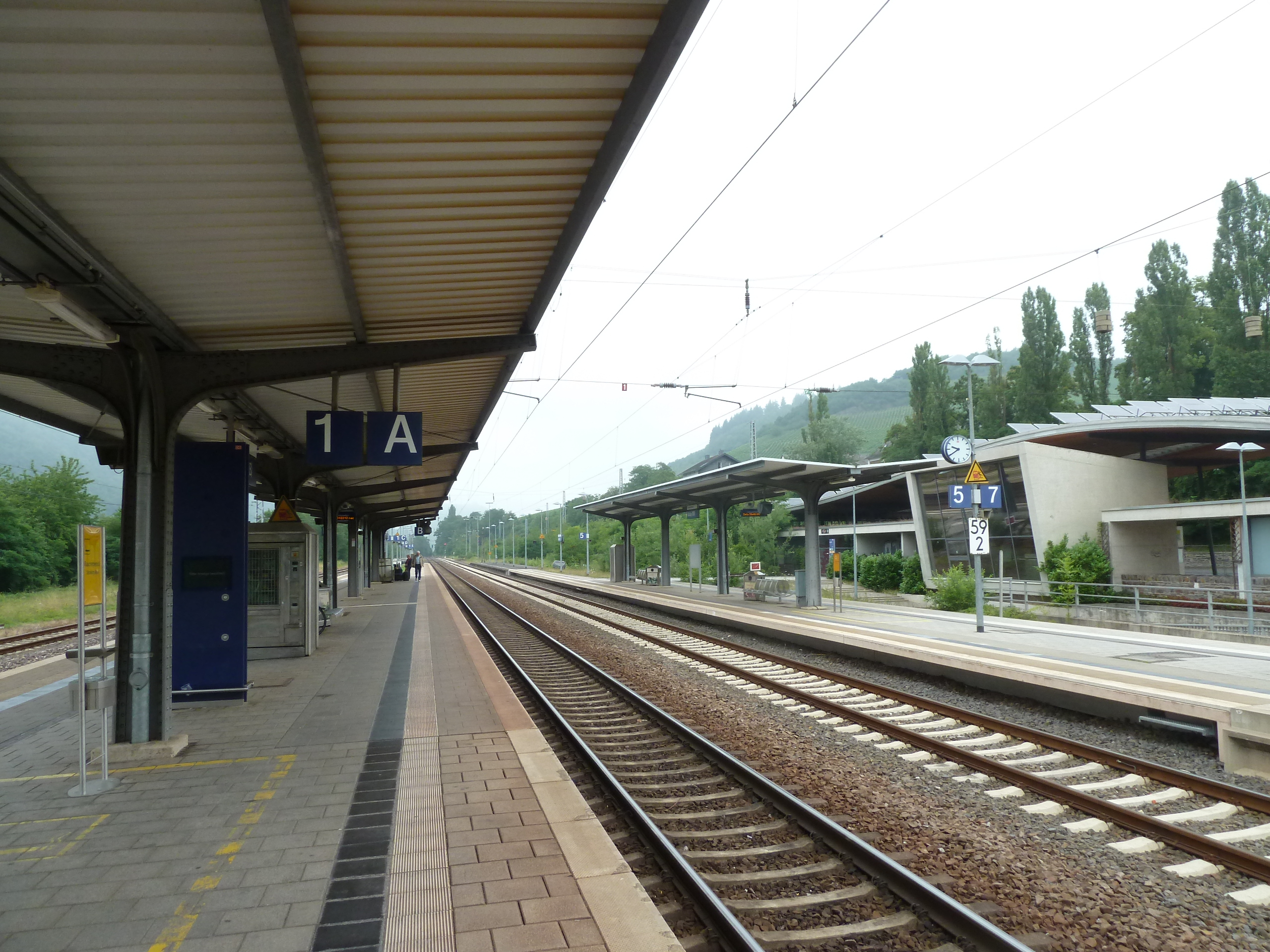
Bahnsteige, 2014

Das Empfangsgebäude wurde 1904 durch ein größeres Gebäude im Heimatstil ersetzt mit Bahnhofsrestaurant und Paketabfertigung. Der Bahnhof hatte nun einen Güterschuppen, eine Gleiswaage und drei Stellwerke. Nach dem Zweiten Weltkrieg waren das Transportaufkommen und die Fahrgastzahlen rückläufig.
Nach dem dritten Gutachterentwurf zum Deutschlandtakt soll der Bahnhof ein drittes Gleis für Überholungen erhalten. Dafür sind (Stand 2015), Investitionen von 8,3 Millionen Euro vorgesehen.

## Umweltbahnhof
Der Bahnhof Bullay wurde 1995 neben drei weiteren Bahnhöfen für das Projekt des „Umweltbahnhofs des Landes Rheinland-Pfalz und der Deutschen Bundesbahn“ aus 38 rheinland-pfälzischen Bahnhöfen ausgewählt. Ziel des Projektes war es, die Umweltverträglichkeit der Bahn herauszustellen und die Bahnhöfe entsprechend umzugestalten. Die Neugestaltung machte den Bahnhof zu einem lokalen Knotenpunkt. Ab 1999 wurde das historische Empfangsgebäude größtenteils im ursprünglichen Stil renoviert und die sonstigen Bahnhofsbauten abgerissen. Beim Neubau des Daches wurde es mit einer Photovoltaikanlage ausgestattet.
Die Anbindung des Bahnhofs per Fuß, Fahrrad und Pkw wurde durch Maßnahmen wie die Verlängerung des Tunnels zu den Bahnsteigen und Rampen verbessert, so dass beide Bahnhofsseiten ebenerdig miteinander verbunden waren.
Der Bahnhof wurde zur Etappe des Moselradweges ausgestattet mit Duschen, Toiletten und Fahrradunterständen. Die Neueröffnung war Pfingsten 2003.

## Verkehr
Am Bahnhof Bullay halten folgende Reisezüge:
| Linie                  | Bezeichnung     | Zuglauf | Taktfrequenz                                    |
| ---------------------- | --------------- | --- | ----------------------------------------------- |
| IC37                   |                 | Düsseldorf – Köln – Bonn – Koblenz – Cochem (Mosel) – Bullay DB – Wittlich – Schweich – Trier – Wasserbillig – Luxemburg (Die Züge verkehren zwischen Koblenz und Luxemburg als RE und in Richtung Luxemburg ab Trier als RB, mit allen Unterwegshalten in Luxemburg.) | ein Zugpaar täglich (entfällt ab Dezember 2025) |
| RE 1                   | Südwest-Express | Koblenz – Cochem (Mosel) – Bullay DB – Wittlich – Schweich – Trier – Saarbrücken – Kaiserslautern – Ludwigshafen Mitte – Mannheim | 60 min                                          |
| RE 11                  | De-Lux-Express  | Koblenz – Cochem (Mosel) – Bullay DB – Wittlich – Schweich – Trier – Wasserbillig – Luxemburg | 60 min                                          |
| RB 81                  | Moseltal-Bahn   | Koblenz – Cochem (Mosel) – Bullay DB – Wittlich – Schweich – Trier Hbf | 60 min                                          |
| RB 85                  | Moselwein-Bahn  | Bullay DB – Traben-Trarbach | 60 min                                          |
| Stand: 16. August 2024 |                 | |                                                 |

RE1 und RE11 verkehren von Koblenz Hbf bis Trier Hbf in Doppeltraktion und werden in Trier Hbf entsprechend geflügelt: Der vordere Teil fährt weiter nach Mannheim via Saarbrücken und Kaiserslautern, der hintere Richtung Luxemburg.
Seit Dezember 2017 bietet die CFL einmal täglich eine Direktverbindung von Luxemburg nach Düsseldorf und zurück an. Auf der Moselstrecke gilt der Nahverkehrstarif, während der Zug zwischen Koblenz und Düsseldorf als IC eingestuft wird.